# Andrea Dallavalle
Andrea Dallavalle (né le 31 octobre 1999 à Plaisance), est un athlète italien, spécialiste du triple saut.

## Biographie

### Débuts
En juillet 2016, Andrea Dallavalle décroche la médaille d'argent des Championnats d'Europe cadets de Tbilissi en réalisant son record personnel à 15,74 m, en se classant derrière Martin Lamou.
L'année suivante, il participe aux Championnats d'Europe juniors de Grosseto où il établit un record d'Italie junior avec 16,67 m puis 16,87 m, ce qui lui permet de décrocher l'argent, encore derrière le Français Martin Lamou (16,97 m).

## Palmarès
| Date | Compétition                    | Lieu      | Résultat | Épreuve     | Marque  |
| ---- | ------------------------------ | --------- | -------- | ----------- | ------- |
| 2016 | Championnats d'Europe cadets   | Tbilissi  | 2e       | Triple saut | 15,74 m |
| 2017 | Championnats d'Europe juniors  | Grosseto  | 2e       | Triple saut | 16,87 m |
| 2019 | Championnats d'Europe espoirs  | Gävle     | 3e       | Triple saut | 16,95 m |
| 2021 | Jeux olympiques                | Tokyo     | 9e       | Triple saut | 16,85 m |
| 2022 | Championnats du monde          | Eugene    | 4e       | Triple saut | 17,25 m |
| 2022 | Championnats d'Europe          | Munich    | 2e       | Triple saut | 17,04 m |
| 2025 | Championnats d'Europe en salle | Apeldoorn | 3e       | Triple saut | 17,19 m |

## Records
| Épreuve     | Épreuve   | Marque  | Lieu     | Date           |
| ----------- | --------- | ------- | -------- | -------------- |
| Triple saut | Plein air | 17,35 m | Grosseto | 12 juin 2021   |
| Triple saut | En salle  | 16,61 m | Ancône   | 9 février 2020 |